# Poncey-lès-Athée
Poncey-lès-Athée és un municipi francès, situat al departament de la Costa d'Or i a la regió de Borgonya - Franc Comtat. L'any 2007 tenia 513 habitants.

## Demografia

### Població
El 2007 la població de fet de Poncey-lès-Athée era de 513 persones. Hi havia 188 famílies, de les quals 44 eren unipersonals (16 homes vivint sols i 28 dones vivint soles), 52 parelles sense fills, 84 parelles amb fills i 8 famílies monoparentals amb fills.
La població ha evolucionat segons el següent gràfic:
Habitants censats

### Habitatges
El 2007 hi havia 249 habitatges, 192 eren l'habitatge principal de la família, 40 eren segones residències i 17 estaven desocupats. 231 eren cases i 5 eren apartaments. Dels 192 habitatges principals, 171 estaven ocupats pels seus propietaris, 17 estaven llogats i ocupats pels llogaters i 4 estaven cedits a títol gratuït; 1 tenia una cambra, 4 en tenien dues, 40 en tenien tres, 49 en tenien quatre i 98 en tenien cinc o més. 159 habitatges disposaven pel capbaix d'una plaça de pàrquing. A 84 habitatges hi havia un automòbil i a 88 n'hi havia dos o més.

### Piràmide de població
La piràmide de població per edats i sexe el 2009 era:
| Homes | Edats   | Dones |
| ----- | ------- | ----- |
| 0     | 95 o +  | 0     |
| 4     | 90 a 94 | 0     |
| 4     | 85 a 89 | 0     |
| 4     | 80 a 84 | 8     |
| 16    | 75 a 79 | 16    |
| 24    | 70 a 74 | 16    |
| 8     | 65 a 69 | 8     |
| 0     | 60 a 64 | 8     |
| 12    | 55 a 59 | 12    |
| 12    | 50 a 54 | 0     |
| 20    | 45 a 49 | 24    |
| 12    | 40 a 44 | 24    |
| 12    | 35 a 39 | 4     |
| 24    | 30 a 34 | 4     |
| 8     | 25 a 29 | 8     |
| 32    | 20 a 24 | 12    |
| 12    | 15 a 19 | 4     |
| 4     | 10 a 14 | 16    |
| 4     | 5 a 9   | 16    |
| 8     | 0 a 4   | 8     |

## Economia
El 2007 la població en edat de treballar era de 319 persones, 216 eren actives i 103 eren inactives. De les 216 persones actives 202 estaven ocupades (115 homes i 87 dones) i 14 estaven aturades (5 homes i 9 dones). De les 103 persones inactives 46 estaven jubilades, 16 estaven estudiant i 41 estaven classificades com a «altres inactius».

### Ingressos
El 2009 a Poncey-lès-Athée hi havia 208 unitats fiscals que integraven 537 persones, la mediana anual d'ingressos fiscals per persona era de 17.197 €.

### Activitats econòmiques
Dels 16 establiments que hi havia el 2007, 1 era d'una empresa extractiva, 6 d'empreses de construcció, 3 d'empreses de comerç i reparació d'automòbils, 1 d'una empresa de transport, 1 d'una empresa immobiliària, 2 d'empreses de serveis i 2 d'empreses classificades com a «altres activitats de serveis».
Dels 6 establiments de servei als particulars que hi havia el 2009, 3 eren lampisteries, 2 electricistes i 1 saló de bellesa.
L'any 2000 a Poncey-lès-Athée hi havia 10 explotacions agrícoles que ocupaven un total de 336 hectàrees.

## Equipaments sanitaris i escolars
El 2009 hi havia una escola elemental integrada dins d'un grup escolar amb les comunes properes formant una escola dispersa.

## Poblacions més properes
El següent diagrama mostra les poblacions més properes.